# Philippe Festou
Philippe Festou (Toulon, 19 mai 1970), est un compositeur français.

## Biographie
Philippe Festou a fait des études au conservatoire de Marseille, dans la classe de composition de Régis Campo.
Ses œuvres ont été interprétées dans le monde par divers ensembles: ensemble TIMF (Corée du sud), Bradyworks (Canada), Etymos ensemble et Sicilian Improvisers Orchestra (Italie), MG21 (France), Akantha (France), Hard Rain Ensemble (Irlande), Lugano Percussion Ensemble (Suisse), New2Art (Suisse), Zenne Quartet (Belgique), Trio Polycordes (France) ainsi que des solistes ou performeurs comme Florentino Calvo, Joël Versavaud, François Veilhan, Vincent Beer Demander, Hélène Pereira, Chloé Ducray, Claudio Sanna, Claire Merlet, Barre Phillips, Etienne Rolin, François Rossé.
Directeur artistique et musical de l’ensemble Yin Martigues-Marseille Métropole depuis 2004 et du festival Vagues Sonores autour de l'étang de Berre, il a aussi été compositeur durant quatre ans au laboratoire de musique et d’informatique de Marseille (MIM) où il a participé à un travail de recherche sur les «unités sémiotiques temporelles» (UST) intermédias, rapports subtils d'interdépendance du son avec l'image et du son avec le mouvement. Il a composé de nombreuses œuvres pour des pièces chorégraphiques, notamment avec la compagnie MEAARI et la chorégraphe Giovanna Velardi,,.
En 2016, il reçoit une mention spéciale au prix international pour l'écriture musicale non-conventionnelle Cluster à Lucca (Italie) pour son second quatuor à cordes Intervalle, qui a ensuite été créé à Séoul (Corée du sud) par l'ensemble TIMF. En 2023 il reçoit également une commande de l'état (aide à l'écriture) pour l'œuvre Omikuji.
Son approche musicale, poétique et philosophique qui tisse des liens entre art et spiritualité ouvre des espaces créatifs souvent proches du théâtre musical. Il conceptualise la méthode du jeu sunétique, frontière mouvante entre écriture et improvisation et se concentre sur le paradoxe musical du "silence" en considérant les multiples façons de l’amener d'un point de vue sonore,,. Le rapport étroit entre l'univers instrumental et celui des sons qui nous entourent (concrets, électroniques, ambiants) tient une place de choix dans son écriture qu'il théorise ainsi dans l'ouvrage L'oreille au monde sous les termes de kairophonie. Cette approche esthétique qui a pour principe de ne pas hiérarchiser les paramètres sonores met ainsi un accent sur une implication consciente du public dans les processus perceptifs, créatifs et interactifs de l'écoute lors d'une performance.

## Œuvres

### Compositions principales
- Heimat? pour piano, percussions, live electronics & sons fixés (2025)[12]
- Nâda pour harpe (2024)
- Palindromo pour six percussionnistes (2024)
- Aliénor pour trio de clarinettes (2024)
- Quatuor à cordes n°3 - Atomes (2023)[13]
- Omikuji, opéra de chambre (2023, commande d'état)[14]: voix parlées et enregistrées, flûte, clarinette, violon, piano, percussions et sons fixés
- 5 songes (2023) sons fixés
- Salve Valse Slave (2023) pour orchestre d'harmonie
- Sand & hourglass (2023) pour galoubet et 12 instruments
- Athénaïs (2022) pour piano
- Prélude au Temple (2022) pour piano
- Contemplations 7 - Fatum (2021) pour orgue et percussions
- Contemplations 6 - Mixtus Orbis (2021) pour chœur mixte a capella
- Contemplations 5 - Dominus (2021) pour voix de contre-ténor et piano
- Espaces 3 (2021) pour clarinette, piano et électroacoustique
- Contemplations 4 - Lacteus orbis (2020) pour violon et piano
- Contemplations 3 - Solaris (2020) pour flûte, clarinette, violon, violoncelle, piano et percussions
- Contemplations 2 - Regina Astris (2019) pour mandoline, guitare et harpe
- Sidereus Orbis (2019) pour piano et électroacoustique
- Percées (2019) pour violon et alto
- La science de l'inconscience (2019) pour flûte alto et piano
- Espaces 2 (2019) pour clarinette
- Imaginary patterns (2019) pour 2 flûtes, 2 clarinettes, 1 clarinette basse, 2 saxophones, contrebasse, piano et percussions
- Places (2019) pour 2 clarinettes, piano, percussions et électroacoustique
- Quintessences (2018) pour piano et voix récitante
- Para-Dogme (2018) pour violoncelle, piano, percussions et électroacoustique
- Iki (2018) pour flûte
- 3 danses (2018) pour piano à quatre mains
- Streams breaking Silence (2017) pour clarinette/clarinette basse, flûte, violoncelle, percussions et live electronics
- Boussole (2017) pour violon[15]
- Quatuor à cordes n°2 -  intervalle (2016)
- Ti Quan (2015) opéra de chambre pour voix de soprano, comédienne, clarinette/clarinette basse, flûte et percussions[16]
- Interstices 7 (2014)[17] pour mandoline et piano (OCLC 924311941)
- Impro-Vision n°5 (2014) pour alto et électroacoustique
- Picalogue (2014) pour guitare[17]  (ISBN 978-2-89795-5[à vérifier : ISBN invalide])
- Signatures II (2013) pour alto et percussions
- Périodes IV (2010) pour orchestre à plectre avec contrebasse[18] (OCLC 785073245)
- Thinking outside of the box (2009) pour voix de mezzo soprano, clarinette, trombone, basson, guitare électrique, percussions et improvisateur(s)
- Périodes (2007) pour électroacoustique[19] (OCLC 1036148585)
- Construction/Déconstruction (2006) pour clarinette/clarinette basse, saxophone soprano, violon, violoncelle, guitare, percussions et électroacoustique[20]
- Symphonie érotique (2006) pour orchestre[21]
- Mediterraneo (2006) pour quintette à vent

### Publications
- L'oreille au monde, Éditions Delatour[11],[22] (2025)  (ISBN 978-2-7521-0503-5)
- Le jeu sunétique : un outil pour le monde sonore, Éditions Delatour[23],[24] (2016) (ISBN 275210300X), (OCLC 956879003)

## Discographie
- Omikuji - Ensemble Yin (2024, DUX 2084) [7],[25]
- Natura urbana - Philippe Festou (2020, label φ)
- Places - Ensemble Yin (2019, label φ)
- From air to ears - Philippe Festou (2016, Sornettes)
- Ti Quan - Compagnie 1.618 (2015, Parnassié éditions)[26],[27],[16]
- Correspondances - Ensemble contemporain Yin, Philippe Festou, guitare, percussion et direction - Durance - Sornettes (2012, Studio ECS, 20120716) (OCLC 852213084)
- Musique Primale - Ensemble contemporain Yin, Barre Phillips et Joël Versavaud - Sornettes (2009)
- Construction/Déconstruction - Ensemble contemporain Yin (15 mai 2006, Sornettes) (OCLC 624175131)
- Des sons et des songes - Philippe Festou Grand 8 (2005, Celp)
- Black suite - Philippe Festou Grand 8 (2001, Night and Day)
- Do it - avec André Jaume (17 janvier 1998, Night and Day/Charlotte productions CP179) (OCLC 658658195)

### En collaboration
- Acoustronique VII - Modulisme 121 (2025, Modular-Station)
- Live in Bordeaux - Ensemble Yin / Match-Dispatch (2024, Erolrecords bc82)
- Axis Mundi - direction artistique, Hélène Pereira, piano (2021, Col Legno)
- Azoth - direction artistique, Hélène Pereira, piano (2019, Col Legno)[28]
- Remember Petrucciani - Philippe Petrucciani, Nathalie Blanc, Dominique Di Piazza, Francesco Catellani… (2016, JV)
- Panorama de la musique Française pour orchestre à plectre (ensemble MG 21, direction artistique, direction musicale: Florentino Calvo) (2011)
- Our time has come (David Carion, nouvelle assemblée sonore d’Aquitaine) (2009)

## Films
- Silenzio (2024)[29]
- Axis Mundi (2020)[30]
- Places (2019), court-métrage[31]